# Phegopteris portoricensis
Phegopteris portoricensis là một loài thực vật có mạch trong họ Thelypteridaceae. Loài này được (Spreng.) Fée miêu tả khoa học đầu tiên năm 1852.